# Kaliber (gruppe)
Kaliber er en dansk rapgruppe fra København bestående af rapperne DB King og Livid, og sangerne Face It og Mr. Mo.
Kaliber blev for alvor landskendte[kilde mangler] da de vandt P3's KarriereKanonen i 2012, og fulgte derefter op med EP'en "179" som blev udgivet hos pladeselskabet Sony Music, som de samtidig skrev kontrakt med.

## Diskografi

### EP'er
| Titel   | Albumdetaljer                                                        | Højeste placering |
| Titel   | Albumdetaljer                                                        | Danmark           |
| ------- | -------------------------------------------------------------------- | ----------------- |
| 179     | - Udgivet: 29. oktober 2012 - Selskab: Sony Music - Format: download | —                 |
| Udebane | - Udgivet: 31. marts 2014 - Selskab: Sony Music - Format: download   | 17                |

### Singler
| Year | Titel                                                 | Højeste placering | Certificering           |
| Year | Titel                                                 | DK                | Certificering           |
| ---- | ----------------------------------------------------- | ----------------- | ----------------------- |
| 2012 | "Hardhitter" (featuring Rudy Markussen & Kurt Thyboe) | —                 |                         |
| 2012 | "Vest For København"                                  | —                 | - DAN: Guld (streaming) |
| 2012 | "Bobler"                                              | —                 |                         |
| 2013 | "Ku Ik Se Det"                                        | —                 |                         |
| 2013 | "Det Dødt Nu"                                         | 32                | - DAN: Guld (streaming) |
| 2014 | "Forguder Mit Fjæs"                                   | —                 |                         |
| 2015 | "Alene"                                               | —                 |                         |

### Featuring
- Joey Moe - Øst For København (feat. Kaliber) (2012)
- Joey Moe - Tinsoldat (Part 2) (feat. Kaliber) (2012)